# Sarah Fuller
Sarah Fuller (15 de febrero de 1836-1 de agosto de 1927) fue una profesora estadounidense.

## Biografía
Fuller, hija de Harvey y Celynda (Fiske) Fuller, nació el 15 de febrero de 1836 en Weston, Massachusetts, donde fue educada en la West Newton English and Classical School. Tras graduarse en 1855, Sarah impartió clases en Newton y Boston. En 1869 se preparó en la Escuela Clarke para sordos bajo la instrucción de Harriet B. Rogers, convirtiéndose en aquella época en directora de la recientemente fundada Escuela para sordomudos de Boston (actual Escuela Horace Mann para personas sordas y con problemas de audición), creada a petición del reverendo Dexter S. King. En 1871, el personal docente de la escuela recibió preparación por parte de Alexander Graham Bell para enseñar a hablar a niños sordos. Fuller se convirtió en defensora de esta práctica, promoviendo así mismo la educación de niños sordos desde la edad más temprana posible (en 1890 aplicó los métodos aprendidos de Bell cuando impartió sus primeras lecciones de oratoria a Hellen Keller).
Presente cuando se envió el primer mensaje por teléfono en 1876, en 1888 publicó An Illustrated Primer para profesores de personas sordas. Ayudó a fundar la Asociación americana para promover la enseñanza del habla a los sordos en 1890, convirtiéndose en directora de la misma en 1896. Creó así mismo el Hogar para niños pequeños sordos en 1902, donde fungió como directora hasta su retiro en 1910. Fuller murió en Newton Lower Falls, Massachusetts, el 1 de agosto de 1927.

## Legado
La Fundación Sarah Fuller para niños pequeños sordos (1888-1972) fue llamada así en su honor.